# Aires protégées du Népal

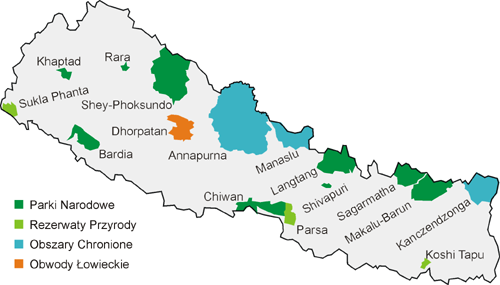
Carte des parcs nationaux du Népal

Cette page répertorie la liste des aires protégées du Népal.
Depuis 1973, le gouvernement népalais a établi un réseau de 20 aires protégées, dont 12 parcs nationaux, 1 réserves de faune sauvage, 6 aires de conservation et 1 réserve de chasse. Les aires protégées du pays et leurs zones tampon couvrent 23,39% du territoire national.
De plus, le Népal dispose de 10 sites Ramsar.

## Contexte biogéographique et enjeux
Le Népal est couvert par un grand nombre d'écosystèmes différents, de la plaine du Teraï jusqu'au plus hauts sommets de l'Himalaya (Everest à 8 848 m d'altitude).

## Histoire
Le Département des parcs nationaux et de la conservation de la vie sauvage a été créé en 1980.

## Aires protégées nationales

### Parcs nationaux
- Parc national de Banke
- Parc national de Bardia
- Parc national de Chitawan
- Parc national de Khaptad
- Parc national de Langtang
- Parc national de Makalu Barun
- Parc national de Parsa (en)
- Parc national de Rara
- Parc national de Sagarmatha
- Parc national de Shey Phoksundo
- Parc national de Shivapuri Nagarjun
- Parc national de Shukla Phanta

### Réserves de faune sauvage
- Réserve faunique de Koshi Tappu (en)
- Deux réserves de faune sont devenues des parcs nationaux en 2017.

### Aires de conservation
- Aire de conservation de l'Annapurna
- Aire de conservation de Kanchenjunga
- Aire de conservation de Manaslu (en)
- Aire de conservation de Krishnasaar (en)
- Aire de conservation d'Api Nampa (en)
- Aire de conservation de Gaurishankar (en)

### Réserves de chasse
- Réserve de chasse de Dhorpatan

## Convention internationales

### Sites Ramsar
- Réserve faunique de Kosi Tappu, 1987
- Lac Ghodaghodi, 2003
- Lac Bishazari, 2003
- Réservoir de Jagdishpur, 2003
- Lac Rara, 2007
- Lacs Gokyo, 2007
- Lac Phoksundo, 2007
- Lacs de Gosaikund, 2007
- Mai Pokhari, 2008
- Lac Cluster de la vallée de Pokhara, 2016